# Arvand Kenār (ort)
Arvand Kenār är en ort i Iran. Den ligger i distriktet (bakhsh) med samma namn i provinsen Khuzestan, i den sydvästra delen av landet. Antalet invånare är cirka 11 000.